# Regno di Mysore
Il Regno di Mysore o Sultanato di Mysore  fu un regno dell'India meridionale fondato da Yaduraya nel 1399 nella regione della moderna città di Mysore. Il regno, che venne governato dalla famiglia Wodeyar, inizialmente era uno Stato vassallo dell'Impero Vijayanagara. Col suo declino (c. 1565), il regno divenne indipendente. Il XVII secolo vide un'estensione dei territori statali sotto la guida di Narasaraja Wodeyar I e di Chikka Devaraja Wodeyar, che annetté il Karnataka meridionale e parti del Tamil Nadu per divenire uno degli Stati più potenti del Deccan meridionale.
Il regno sperimentò una crescita sostenuta del reddito pro capite e della popolazione, un cambiamento strutturale nell'economia e un maggiore ritmo dell'innovazione tecnologica, e raggiunse il culmine del suo potere economico e militare e del suo dominio nella seconda metà del XVIII secolo sotto il governo Islamico di Hyder Ali e di suo figlio Sultan Tipu Sultan superando il Bengala Mughal come potenza economica dominante dell'Asia meridionale. Durante questo periodo, il regno iniziò delle guerre coi Maratha, gli inglesi e il Niẓām di Hyderābād, che culminarono nelle cosiddette Guerre anglo-mysore. 
L'Imperatore francese Napoleone Bonaparte desiderava stabilire una presenza francese a Mysore, rapporti con Tīpū Sulṭān e formare ulteriori alleanze indiane, ma al successo nei primi due conflitti seguirono due sconfitte, nella terza e nella quarta guerra anglo-mysore. Dopo la morte di Tīpū nella quarta guerra del 1799, gran parte dei territori del regno venne annessa ai domini britannici, il che segnò la definitiva fine dell'egemonia mysoriana nel Deccan meridionale. I Britannici mantenendo sul trono la dinastia dei Wodeyar, trasformarono Mysore in uno Stato principesco, pur se di dimensioni molto inferiori al passato. I Wodeyar mantennero il governo dello Stato sino all'indipendenza indiana nel 1947, quando Mysore entrò nell'Unione indiana.
Anche come Stato principesco, Mysore si distingueva per essere tra le regioni più moderne e urbanizzate dell'India. Questo periodo (1799–1947) vide inoltre Mysore emergere come uno dei centri di maggiore importanza artistica e culturale in India.

## Storia

### Le origini
Tra le fonti storiche del regno vengono inclusi molti reperti litici e alcuni piatti in rame con epigrafi in kannada, persiano e altre lingue. Secondo i racconti tradizionali, il regno si originò da un piccolo Stato attorno all'attuale città di Mysore e fu fondato da due fratelli, Yaduraya (conosciuto anche col nome di Vijaya) e Krishnaraya. Le loro origini si perdono nella leggenda e sono ancora oggi oggetto di dibattito, alcuni provenienti dall'area settentrionale altri dal Karnataka. Yaduraya si dice avesse sposato Chikkadevarasi, principessa locale, assumendo il titolo feudale di "Wodeyar" ("signore"), che fu mantenuto anche dai suoi discendenti. La prima menzione non ambigua della famiglia è però ascrivibile al XVI secolo nella letteratura Kannada del regno di Achyuta Deva Raya (1529–1542); la prima iscrizione disponibile, attribuita ai Wodeyar stessi, è ascrivibile al regno di Timmaraja II nel 1551.

### L'autonomia del Regno del Mysore
I re successivi governarono come vassalli dell'impero Vijayanagara sino al declino di questo nel 1565. Da quel tempo, il regno si espanse a 33 villaggi protetti dalla forza di 300 soldati. Re Timmaraja II conquistò alcuni regni vicini, e re Bola Chamaraja IV ("Bola" significa "il coraggioso") fu il primo governante con qualche valenza politica, il quale negò il tradizionale pagamento di tributi al monarca vijayanagara, Aravidu Ramaraya. Dopo la morte di Aravidu Ramaraya, i Wodeyar iniziarono a considerarsi sovrani effettivi del loro dominio e re Raja Wodeyar I contese Srirangapatna al governatore vijayanagara (Mahamandaleshvara) Aravidu Tirumalla. Il regno di Raja Wodeyar I vide anche un'espansione dei confini del regno con l'annessione di Channapatna: sviluppo che permise a Mysore un grande potere politico nella regione.
Di conseguenza, dal 1612-1613, i Wodeyar esercitarono un'autonomia sempre crescente, acquisendo nominalmente la signoria di Aravidus. Chamaraja V e Kanthirava Narasaraja I tentarono di espandere ulteriormente i confini dei loro domini a nord ma vennero contrastati dal Sultanato del Bijapur e dai Maratha a loro subordinati, anche se gli eserciti del Bijapur al comando di Ranadullah Khan furono effettivamente espulse nell'assedio di Srirangapatna del 1638. Le ambizioni espansionistiche si rivolsero quindi ai domini Tamil, i cui Narasaraja Wodeyar acquisì Satyamangalam (nell'attuale distretto settentrionale di Coimbatore) mentre il suo successore Dodda Devaraja Wodeyar allargò ancora i confini prendendo la parte occidentale delle regioni di Erode e Dharmapuri, dopo aver respinto con successo i capi di Madurai. L'invasione del Keladi Nayaka di Malnad fu portata a termine con successo. Questo periodo fu seguito da una serie di cambiamenti geopolitici quando negli anni '70 del Seicento i Maratha e i Mughal cominciarono a esercitare forti pressioni sul Deccan.
Chikka Devaraja (al potere dal 1672 al 1704), il più importante tra i primi re di Mysore, cercò non solo di mantenere salda la sua corona ma di espandere i propri domini grazie ad alleanze strategiche proprio coi Maratha e i Mughal. Il regno crebbe in breve tempo sino ad includere Salem e Bangalore ad est, Hassan ad ovest, Chikkamagaluru e Tumkur a nord e il resto di Coimbatore a sud. Malgrado questa espansione, il regno, che si estendeva ora in gran parte del cuore dell'India interna, non aveva ancora uno sbocco sul mare. I tentativi di Chikka Devaraja di rimediare a questo problema portarono Mysore a scontrarsi con i capi Nayaka di Ikkeri e i re (Raja) di Kodagu (attuale Coorg).
Ad ogni modo, dal 1704 circa, quando il regno passò al "Muteking" (Mukarasu) Kanthirava Narasaraja II, l'espansione del regno venne momentaneamente accantonata per portare avanti un delicato gioco di alleanze, negoziati e annessioni in ogni direzione. Secondo gli storici indiani Sanjay Subrahmanyam e Sethu Madhava Rao, Mysore era all'epoca formalmente uno Stato tributario dell'Impero Mughal. I registri mughul indicano la provenienza di un regolare tributo (peshkash) da parte di Mysore, ma esso aveva più che altro l'aspetto di un alleato, situazione che non evitò una competizione tra i due elementi per la supremazia nell'India meridionale. Dagli anni '20 del Settecento, col crollo dell'Impero mughal, ulteriori complicazioni sorsero coi residenti mughal ad Arcot e a Sira. Gli anni che seguirono videro Krishnaraja Wodeyar I agire cautamente sull'argomento, tenendo a bada i capi Kodagu e i Maratha. Egli fu seguito da Chamaraja Wodeyar VI, durante il cui regno il potere passò nelle mani del Primo ministro (Dalwai o Dalavoy) Nanjarajiah (o Nanjaraja) e del capo dei ministri (Sarvadhikari) Devarajiah (o Devaraja), influenti fratelli dal villaggio di Kalale presso Nanjangud che governeranno per i tre decenni successivi, coi Wodeyar relegati al mero compito di sovrani titolari. L'ultima parte del regno di Krishnaraja II vide i Sultanati del Deccan eclissati dai Mughal, situazione confusionaria che permise a Ḥayder ʿAlī, capitano dell'esercito di Mysore, di divenire una figura preminente dello scenario politico dell'epoca. La sua vittoria sui Maratha a Bangalore nel 1758 ebbe come risultato l'annessione del loro territorio, rendendolo una figura iconica. In onore dei meriti ottenuti, il re gli concesse il titolo di "Nawwāb Ḥayder ʿAlī Khān Bahādur".

### Sotto Ḥayder ʿAlī e Tīpū

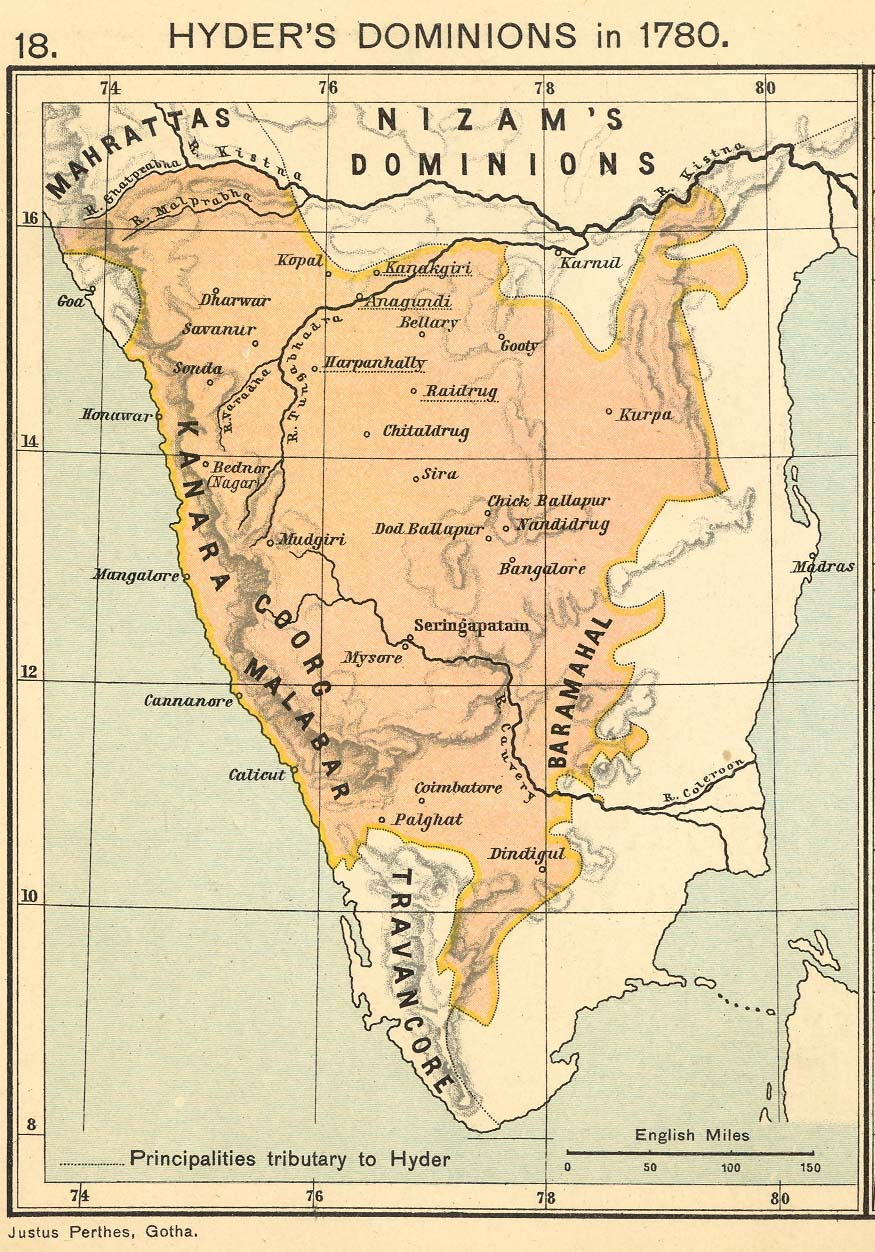
I domini del regno di Mysore retti da Ḥayder ʿAlī nel 1780.

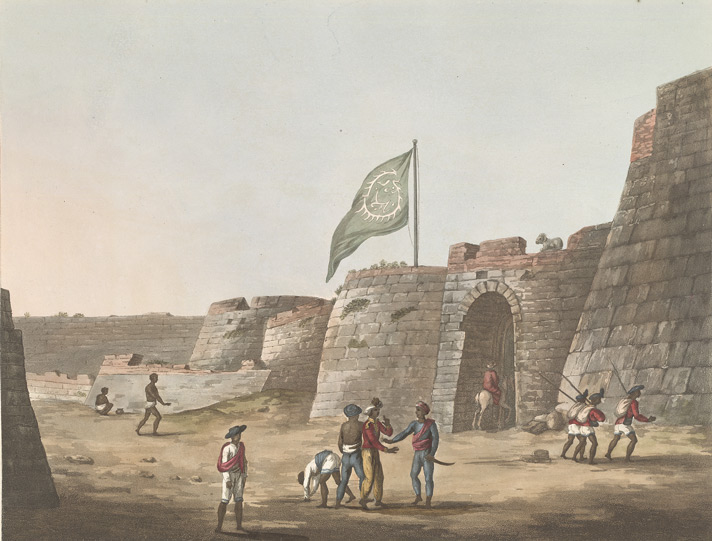
La bandiera del Sultanato di Mysore all'entrata del forte di Bangalore.

Sebbene illetterato, Ḥayder ʿAlī ricoprì un ponto fondamentale della storia del Karnataka per le sue abilità in battaglia e per il suo acume amministrativo. L'ascesa di Ḥayder ʿAlī portò a uno sviluppo importante nel subcontinente indiano. Mentre le potenze europee erano impegnate a trasformarsi da compagnie commerciali in potenze politiche, il Niẓām, come sottoposto dei Mughal, non abbandonò le sue ambizioni nel Deccan, e i Maratha, a seguito della loro sconfitta a Pānīpat, cercarono salvezza verso sud. Il periodo vide inoltre il colonialismo inglese surclassare quello francese nel controllo del Karnataka grazie a personaggi chiave come Sir Eyre Coote che sconfisse il comandante francese, Thomas Arthur, conte di Lally, nella battaglia di Wandiwash nel 1760, il che cementò ulteriormente la supremazia inglese nell'Asia meridionale. Sebbene i Wodeyar rimanessero capi nominale di Mysore durante questo periodo, il vero potere fu detenuto da Ḥayder ʿAlī e da suo figlio TTīpū.
Dal 1761, la minaccia dei Maratha venne arginata e dal 1763 Ḥayder ʿAlī conquistò il regno Keladi, sconfiggendo i regnanti di Bilgi, Bednur e Gutti, invadendo il Malabar a syd ed espugnando la capitale di Zamorin, Calicut, grazie a cui dal 1766 il regno di Mysore si espanse verso Dharwad e Bellary a nord. Mysore divenne così la maggiore potenza politica del subcontinente indiano e l'ascesa di Ḥayder ʿAlī fu uno dei principali mutamenti nella storia locale prima dell'affermazione dell'egemonia inglese.
Gli Inglesi formarono dunque un'alleanza con i Maratha e il Niẓām di Golconda, evento che portò poi alla prima guerra anglo-mysore nel 1767. Malgrado la superiorità numerica, Ḥayder ʿAlī soffrì sconfitte pesanti nelle battaglie di Chengham e Tiruvannamalai. Gli Inglesi ignorarono qualsiasi suo tentativo di giungere a una pace sino a quando non si avvicinò pericolosamente a Madras. Nel 1770, quando l'esercito maratha di Madhavrao Peshwa invase Mysore (furono combattuti tre conflitti tra il 1764 e il 1772 da Madhavrao contro Ḥayder ʿAlī, durante i quali questi perse sistematicamente), Ḥayder si aspettò il sostegno inglese per via del trattato del 1769 ma questi rimasero neutrali nelle lotte. Il tradimento inglese e la sconfitta successiva di Ḥayder ʿAlī rafforzarono il sentimento indiano anti-britannico e aprirono la strada alle guerre anglo-mysore dei successivi tre decenni.

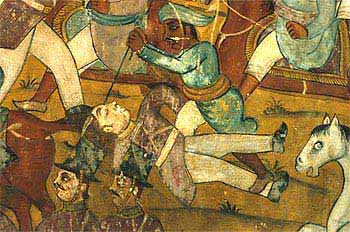
Murales della famosa battaglia di Pollilur nel palazzo estivo di Tīpū a Seringapatam.

Nel 1779, Ḥayder ʿAlī prese porzioni di territorio agli attuali Tamil Nadu e Kerala a sud, estendendo l'area del regno di 250 000 km². Nel 1780, egli si alleò coi Francesi e siglò una pace con i Maratha e il Niẓām. Nonostante ciò, Ḥayder ʿAlī venne tradito dai Maratha e dal Niẓām che si stavano alleando con gli Inglesi. Nel luglio del 1779 Ḥayder ʿAlī invase la Karnataka con un esercito di 80 000 uomini di cui gran parte cavalieri, scendendo dal passo dei Ghat e bruciando i villaggi incontrati prima di porre assedio ai forti britannici a nord di Arcot, dando così inizio alla seconda guerra anglo-mysore. Ḥayder ʿAlī ebbe alcuni successi iniziali con i Britannici, come nella battaglia di Pollilur, la peggior disfatta che l'Inghilterra patì in India sino a Chillianwala, e Arcot, sino all'arrivo di Sir Eyre Coote, quando la sorte dei Britannici iniziò a mutare. Il 1º giugno 1781 Sir Eyre Coote colpì duramente Ḥayder ʿAlī nella decisiva battaglia di Porto Novo. La schermaglia fu vinta da sir Eyre Coote contro le forze avversarie, malgrado un rapporto di 5 a 1 a suo sfavore. Lo scontro venne seguito da un'ulteriore battaglia combattuta a Pollilur (la scena di un trionfo di Ḥayder ʿAlī sulle forze britanniche si trova ancora oggi affrescata nel suo palazzo estivo) il 27 agosto, nella quale gli Inglesi colsero un ulteriore successo, colpendo nuovamente le truppe di Mysore a Sholinghur un mese dopo. Ḥayder ʿAlī morì il 7 dicembre 1782, ma la guerra con gli Inglesi proseguì. A lui succedette suo figlio Tīpū che continuò le ostilità intraprese dal padre, riprendendo Baidanur e Mangalore.

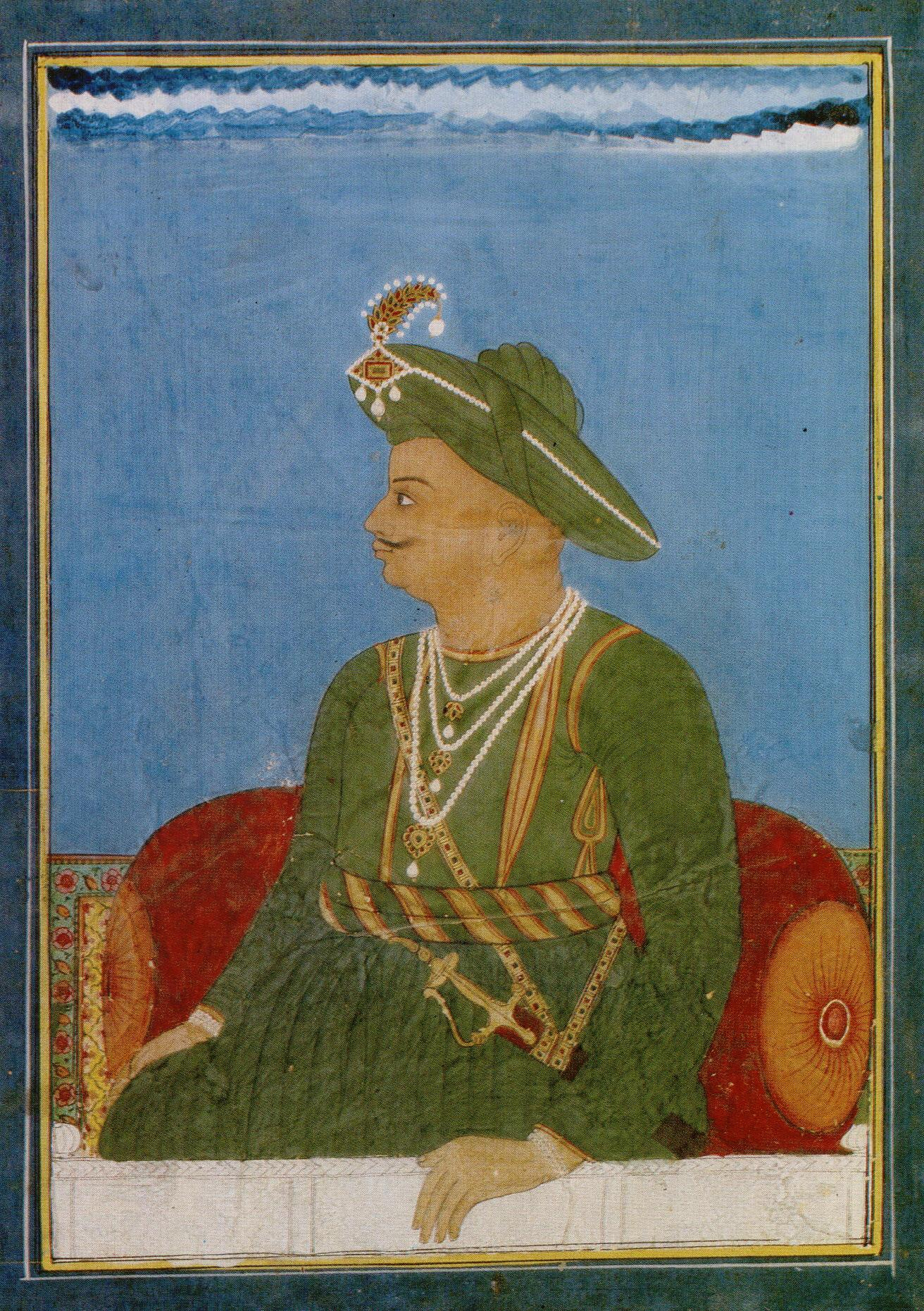
Ritratto del sultano Tīpū, realizzato durante la terza guerra anglo-mysore.

Dal 1783 né i Britannici né i Mysoriani furono in grado di ottenere una vittoria schiacciante. I Francesi ritirarono il loro supporto a Mysore dopo l'accordo di pace di Versailles. Tutt'altro che scoraggiato, Tīpū, conosciuto col soprannome di "Tigre del Mysore", continuò la lotta contro i Britannici, ma perse molte regioni nell'attuale area costiera del Karnataka. Egli perse poi i territori di Kittur, Nargund e Badami a favore dei Maratha. Il trattato di Mangalore venne siglato nel 1784 portando a delle ostilità coi Britannici e a un temporaneo arresto delle ostilità per riportare lo status quo ante bellum. Il trattato è un importante documento della storia d'India, perché fu l'ultima occasione nella quale una potenza indiana dettò condizioni ai Britannici, che imploravano la pace. L'inizio di nuove ostilità in Europa tra Inghilterra e Francia fu l'occasione per Tīpū di rompere il trattato e riprendere la guerra con i Britannici. Egli tentò senza successo di ottenere aiuti militari dal Niẓām, dai Maratha, dai Francesi e dal sultano ottomano.

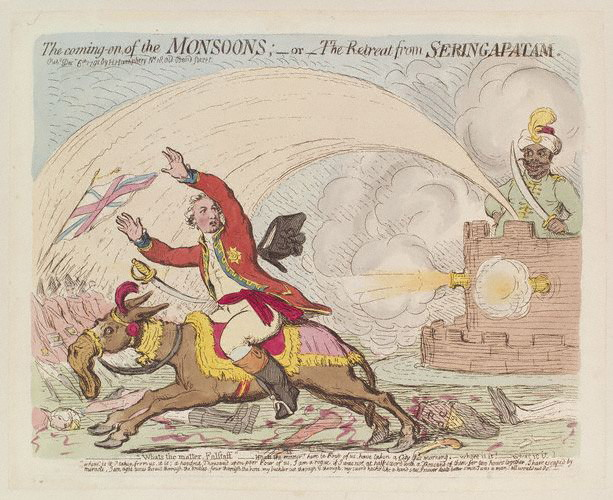
Lord Cornwallis si ritira dopo l'insuccesso dell'assedio di Seringapatam (1792).

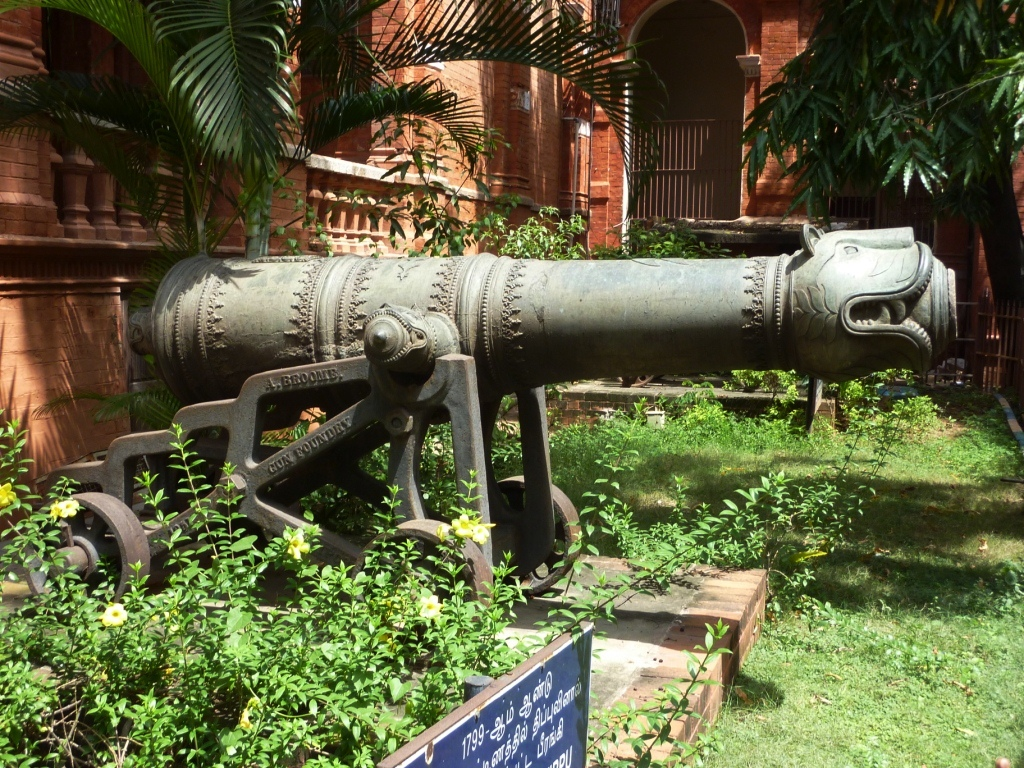
Cannone usato dalle forze del sultano Tīpū nella battaglia di Seringapatam del 1799

L'inutile attacco di Tīpū nel 1789 al Regno di Travancore, alleato inglese, si concluse con un'imbarazzante sconfitta; le forze indiane vennero respinte da un piccol gruppo di assalitori, nella terza guerra anglo-mysore. In principio i Britannici presero il distretto di Coimbatore, ma il contrattacco di Tīpū mise in difficoltà questa conquista. Dal 1792, con l'aiuto dei Maratha, che attaccarono da nord-ovest e il Niẓām da nord-est, i Britannici al comando di Lord Cornwallis assediarono Srirangapatna, portando Tīpū alla sconfitta e alla sigla del trattato di Seringapatam. Metà del regno di Mysore venne distribuita tra gli alleati vincitori e due dei suoi figli furono trattenuti dai Britannici come ostaggi. Un umiliato benché indomabile Tīpū iniziò a ricostruire la sua lacerata potenza economica e militare. Egli tentò segretamente di ottenere sostegno dalla Francia rivoluzionaria, dall'emiro dell'Afghanistan, dall'Impero ottomano e dall'Arabia, sempre respinti. Nel 1799, Tīpū morì difendendo Seringapatam nella quarta guerra anglo-mysore, portando così alla fine dell'indipendenza del regno.

### Lo Stato principesco

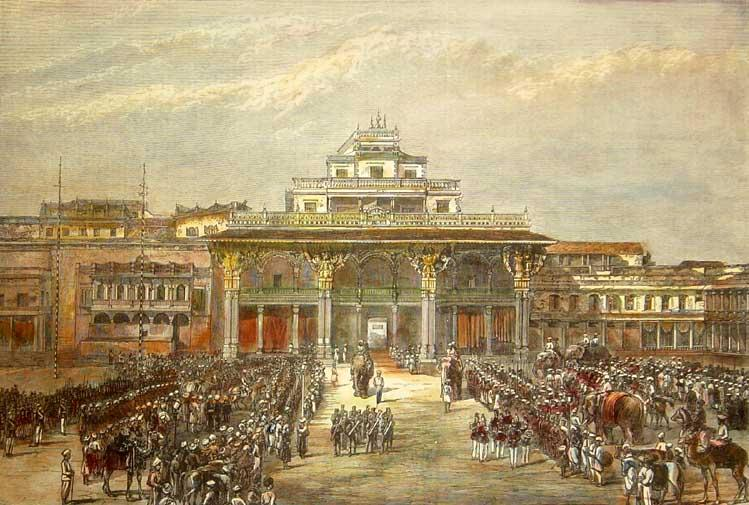
Il "Palazzo del Maharaja di Mysore, India," dall'Illustrated London News, 1881 (con una moderna ridipittura a mano)

Dopo la caduta di Tīpū, parte del regno di Mysore fu annesso e diviso tra la presidenza di Madras e il Niẓām. Il restante territorio fu trasformato in uno Stato principesco; il rampollo di appena cinque anni della famiglia Wodeyar, Krishnaraja III, fu posto sul trono col Primo ministro (Diwan) Purnaiah, che aveva già servito sotto Tīpū, mentre le redini effettive del governo furono assunte dal tenente colonnello Barry Close come Residente britannico in loco. I Britannici mantennero il controllo sulla politica estera di Mysore e ne richiesero un tributo annuale per mantenere un esercito di truppe britanniche nello Stato. Come Diwan, Purnaiah si distinse per le sue idee progressiste e innovative, sin quando non decise di ritirarsi a vita privata nel 1811 (morendo poco dopo) al compimento del sedicesimo anno di età del re-bambino.

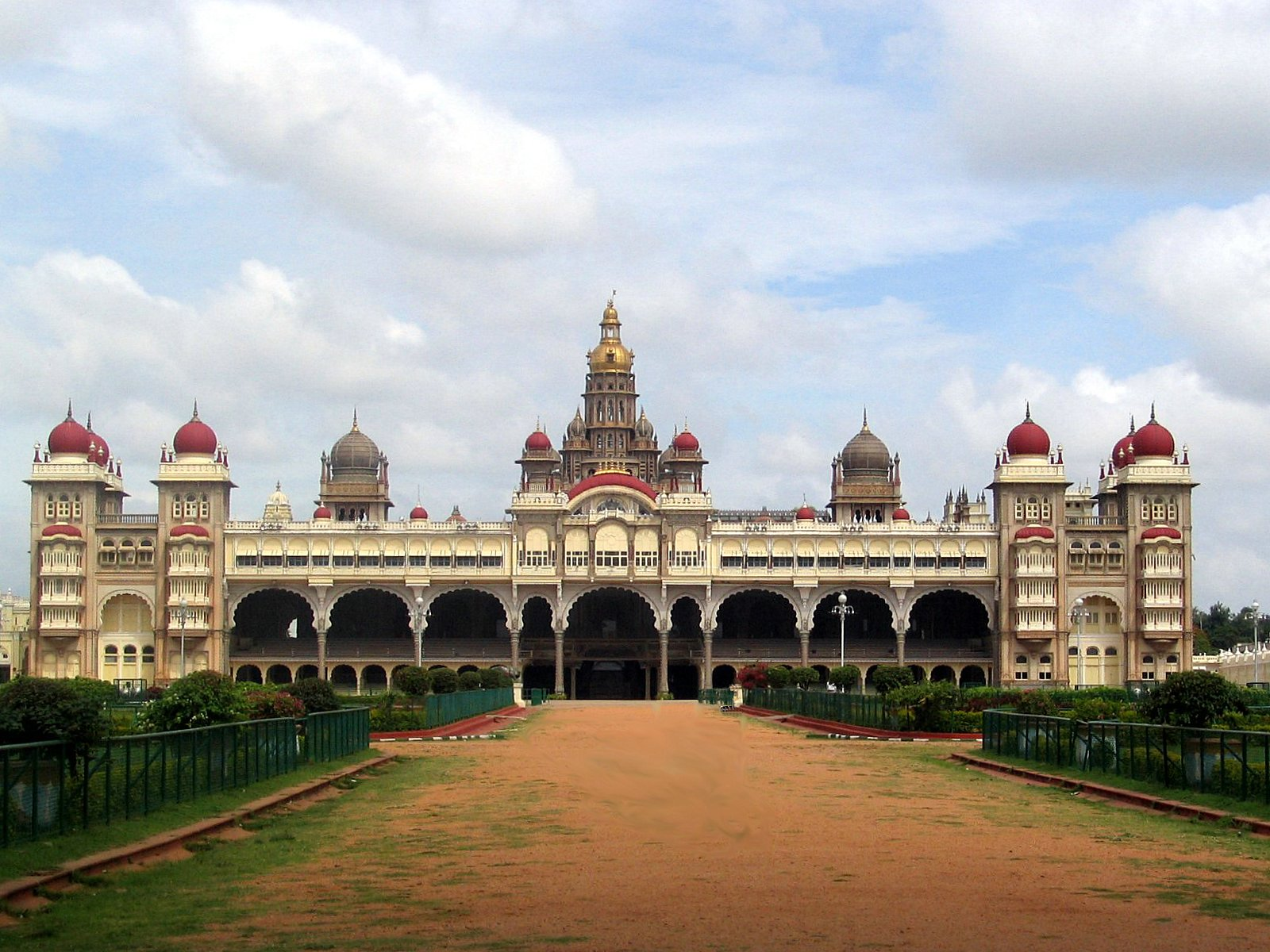
Il palazzo di Mysore, costruito tra il 1897 ed il 1912

Gli anni che seguirono furono segnati da relazioni cordiali tra Mysore e i Britannici sino agli anni '20 dell Ottocento. Nel 1825 una serie di investigazioni condotte dal governatore di Madras, Thomas Munro, determinarono la presenza di un malgoverno dello Stato che portò nel 1831 a una presa diretta di controllo della corona inglese sul regno (in precedenza l'amministrazione era effettivamente retta dalla Compagnia britannica delle Indie Orientali). Per i successivi cinquant'anni, Mysore passò sotto il controllo di commissari britannici appositi; Sir Mark Cubbon, politico rinomato per la sua epoca, fu impegnato a Mysore dal 1834 al 1861 in importanti opere di sviluppo che portarono il regno alla condizione di paese moderno per l'epoca.
Nel 1876-1877, ad ogni modo, con la fine del periodo di controllo diretto dei Britannici, Mysore fu colpita da una tremenda carestia che uccise tra 700 000 e 1 100 000 persone (1/5 degli abitanti della regione). Poco dopo, il maharaja Chamaraja IX, educato nel sistema scolastico britannico, prese il governo di Mysore, nel 1881. Da quel momento in poi sino all'indipendenza indiana nel 1947, Mysore rimase uno Stato principesco del British Raj coi Wodeyar al governo.
Dopo la rinuncia al trono del maharaja Chamaraja IX, Krishnaraja IV, ancora ragazzino di appena 11 anni, ascese al trono nel 1895. Sua madre Maharani Kemparajammanniyavaru fu sua reggente sino a quando questi non assunse direttamente le redini del governo l'8 febbraio 1902. Sotto il suo governo, con sir M. Vishweshwariah come suo Diwan, il maharaja trasformò ulteriormente Mysore in uno Stato moderno e al passo coi tempi, promuovendo in particolare l'industria, l'educazione, l'agricoltura e le arti. Fu per questo che il Mahatma Gandhi chiamò il maharaja il "re santo" (Rajarishi). Paul Brunton, filosofo britannico ed orientalista, John Gunther, autore statunitense, e lo statista inglese lord Samuel furono i contrafforti su cui il maharaja si puntò per costruire ed estendere la sua potenza. Il maharaja era inoltre un ottimo musicista dilettante e come i suoi predecessori patrocinò largamente quest'arte ed il suo sviluppo. Egli venne seguito al trono da suo nipote Jayachamaraja il cui governo portò alla fine dell'indipendenza dello Stato e l'ingresso nell'Unione Indiana il 9 agosto 1947.

## Elenco dei reggenti di Mysore

### Feudatari dell'Impero Vijayanagara (dinastia Wodeyar; 1399-1565)
- Yaduraya (1399–1423)
- Chamaraja Wodeyar I (1423–1459)
- Timmaraja Wodeyar I (1459–1478)
- Chamaraja Wodeyar II (1478–1513)
- Chamaraja Wodeyar III (1513–1553)

### Re di Mysore (dinastia Wodeyar; 1565-1761)
- Timmaraja II (1553–1572)
- Chamaraja Wodeyar IV (1572–1576)
- Bettada Wodeyar (1576–1578)
- Raja Wodeyar I (1578–1617)
- Chamaraja Wodeyar V (1617–1637)
- Raja Wodeyar II (1637–1638)
- Narasaraja Wodeyar I (1638–1659)
- Dodda Devaraja Wodeyar (1659–1673)
- Chikka Devaraja Wodeyar (1673–1704)
- Narasaraja Wodeyar II (1704–1714)
- Krishnaraja Wodeyar I (1714–1732)
- Chamaraja Wodeyar VI (1732–1734)

### Sultanato di Hayder ʿAlī e Fateh Ali Tipu (1761-1799)
- Krishnaraja Wodeyar II (1734–1766)
- Nanjaraja Wodeyar (1766–1772)
- Chamaraja Wodeyar VII (1772–1776)
- Chamaraja Wodeyar VIII (1776–1796)

### Governatorato britannico (dinastia Wodeyar; 1799-1947)
- Krishnaraja Wodeyar III (1799–1868)
- Chamaraja Wodeyar IX (1868–1894) sotto la tutela della
  - Compagnia britannica delle Indie Orientali sino al 1881
- Krishnaraja Wodeyar IV (1894–1940) con
  - Maharani Kempa Nanjammani Vani Vilasa Sannidhana fino al 1902
- Jayachamaraja Wodeyar (1940–1947)